# Tibetia everesti
Tibetia everesti is een spinnensoort uit de familie trilspinnen (Pholcidae). De soort komt voor in China.